# Пекіні
Пекіні (алб. Peqini) — місто у центральній Албанії в окрузі Пекіні області Ельбасан.

## Історія
Вік міста налічує 2000 років, воно було відомим як іллірійська фортеця. Давня назва Пекіні — Клаудіана (лат. Claudiana). Сучасна назва міста походить від Османської назви Bekleyin (Беклеїн), що означає місце гостинності. Під час османського панування Пекіні належав до санджака Ельбасан. Османський замок досі існує, поряд з деякими оригінальними деталями мечеті Абдуррахман-паші, який був губернатором Валахії і Молдавії.
Футбольна команда Пекіні — ФК Шкумбіні (KS Shkumbini), грає в албанській суперлізі. Шкумбіні славиться своїми шанувальниками, що називаються Besniket (вірні).

## Характеристика
Станом на 2011 рік у місті проживало 8 942 осіб.